# Li Huirong
Li Huirong (chiń. 李惠荣; pinyin Lǐ Huìróng; ur. 14 kwietnia 1965) – chińska lekkoatletka specjalizująca się w trójskoku.
Była pierwszą oficjalną rekordzistką świata w trójskoku z wynikiem 14,54 m uzyskanym 25 sierpnia 1990 w Sapporo.
W 1991 została nieoficjalną halową wicemistrzynią świata (zawody w trójskoku kobiet były konkurencją pokazową i nie były wliczane do klasyfikacji mistrzostw) z wynikiem 13,98 m. W tym samym roku zdobyła też złoty medal na uniwersjadzie z wynikiem 14,20 m.
W 1992 wygrała konkurs trójskoku podczas zawodów Pucharu Świata.
Trzykrotnie (1990–1992) zwyciężała w mistrzostwach kraju. Ośmiokrotnie ustanawiała rekord Chin na stadionie (do 14,55 w 1992 – rekord życiowy zawodniczki).